# Hiroko Sasaki
Hiroko Sasaki est une pianiste classique japonaise qui a notamment interprété les Préludes de Claude Debussy.

## Biographie
À 13 ans, Hiroko Sasaki, née au Japon, commence à étudier à l'école Yehudi Menuhin en Angleterre. Peu de temps après, elle fait ses débuts européens. À 16 ans, elle entre à l'Institut Curtis de Philadelphie aux États-Unis, où elle étudie avec Leon Fleisher, devenant diplômée en 1994. Plus tard, elle  obtient une maîtrise en musique avec le même professeur à l'Institut Peabody de Baltimore et un diplôme d'artiste du Conservatoire royal de musique de Toronto, au Canada.
Sasaki continue de se produire en tant que récitaliste et musicienne de chambre en Angleterre, en Écosse, à Taiwan, en France, en Hongrie, en Suisse, au Canada et aux États-Unis. Elle donne des récitals annuels au Carnegie Hall et fait de fréquentes tournées dans son pays natal. Elle fait partie de la faculté du Bard College Conservatory of Music (en) à Annandale-on-Hudson, New York. Elle est membre du Trio Amadeus, un trio avec piano américain.

## Discographie
- Debussy : Préludes, Premier et Deuxième Livres, sur un piano Pleyel de 1873 (2014, Piano Classics)

Sa performance d'œuvres pour piano de Claude Debussy sur un piano à queue de concert Pleyel restauré qui existait au moment où Debussy a composé les œuvres a reçu une critique très positive dans The Guardian.